# Microdon analis
Microdon analis là một loài ruồi trong họ Ruồi giả ong (Syrphidae). Loài này được Macquart mô tả khoa học đầu tiên năm 1842. Microdon analis phân bố ở vùng Cổ Bắc giới (Đan Mạch)